# Fritz Eisenlohr
Fritz Eisenlohr (* 19. Oktober 1885 in Reutlingen; † 1966) war ein deutscher Unternehmer in der Textilindustrie. 

## Leben und Wirken
Fritz Eisenlohr wurde am 19. Oktober 1885 in eine alteingesessene Reutlinger Unternehmerfamilie geboren. Er war das jüngste von neun Kindern des Kommerzienrats Johannes Eisenlohr (1842–1916) und dessen Ehefrau Julie Anna Arnold (1855–1922). Sein Vater war Inhaber des traditionsreichen Familienunternehmens G. M. Eisenlohr in Dettingen an der Erms, einer Baumwollspinnerei und Weberei, die zu den größten, ältesten und angesehensten Textilunternehmen in Baden-Württemberg zählte. Die Familie stammte von dem Unternehmensgründer Georg Martin Eisenlohr (1779–1860) ab, einem Färber und Oberzunftmeister, dessen Initialen G. M. im Firmennamen fortbestanden. 
Nach dem Studium am Technikum für Textilindustrie in Reutlingen erwarb Fritz Eisenlohr im Rahmen einer kaufmännischen Ausbildung im In- und Ausland die für die Firmenleitung erforderlichen Kenntnisse. Am 1. September 1909 – 100 Jahre nach der Unternehmensgründung – trat er in das Familienunternehmen ein. Nach dem Tod des Vaters im Jahr 1916 übernahm er gemeinsam mit seinem älteren Bruder Karl (1882–1946) die Geschäftsführung. 
1920 ließ er von dem Architekten Adolf Gustav Schneck in Reutlingen das „Haus Fritz Eisenlohr“ errichten. Für dieses fertigte der Innenarchitekt Karl Pullich (1884–1932) die Zeichnung der „Jagddiele“ an, die im Südwestdeutschen Archiv für Architektur und Ingenieurbau (saai) erhalten ist; ob sie ausgeführt wurde, ist nicht dokumentiert.
Für die Beschäftigten des Unternehmens ließ Eisenlohr zahlreiche Arbeiterwohnungen und ein Freizeitheim errichten, das der Belegschaft zur Verfügung stand. „Mit Weitblick und Tatkraft“ führte er das Unternehmen durch Krisenzeiten, baute es weiter aus und modernisierte die Betriebe. Das Unternehmen war „in aller Welt bekannt und angesehen“ und beschäftigte 1952 mehr als 1000 Mitarbeiter.
Eisenlohr engagierte sich in zahlreichen Ehrenämtern, unter anderem als Aufsichtsrat verschiedener Industrieunternehmen, in Textilfachverbänden, in der Industrie- und Handelskammer Stuttgart, bei der Baumwollbörse Bremen und deren Standardkommission, in Forschungsausschüssen sowie als Vorsitzender des Betriebsvereins des Technikums für Textilindustrie Reutlingen. Im November 1952 wurde ihm in Anerkennung seiner Verdienste das Große Verdienstkreuz der Bundesrepublik Deutschland verliehen.
1955 hielt Fritz Eisenlohr bei den Feierlichkeiten zum 100-jährigen Jubiläum des Technikums für Textilindustrie Reutlingen eine Rede. Bei der Veranstaltung sprach zudem der damalige baden-württembergische Ministerpräsident Gebhard Müller. In der Fotodatenbank des Stadtarchivs Reutlingen sind unter anderem zwei Fotos erhalten, die Eisenlohr am Rednerpult zeigen.
Zu seinem 50-jährigen Arbeitsjubiläum erschien 1959 in der Fachzeitschrift Melliand Textilberichte ein Ehrungsbeitrag, der sein Leben und seine Verdienste im Unternehmen würdigte.
Fritz Eisenlohr ging 1962 in den Ruhestand und verstarb 1966 im Alter von 81 Jahren nach längerer Krankheit.

## Engagement im Deutschen Alpenverein
Fritz Eisenlohr war Gründungs- und späteres Vorstandsmitglied der Sektion Reutlingen des Deutschen Alpenvereins. Durch seinen persönlichen und finanziellen Einsatz trug er maßgeblich zur raschen Entwicklung der Sektion nach ihrer Gründung bei. 
Als begeisterter Kletterer und Alpinist bestieg er im September 1911 gemeinsam mit Anton Vonier, dem damaligen Wirt der Alten Reutlinger Hütte, als erstes Team über den Südostgrat den 2606 Meter hohen Reutlinger Turm im Verwall-Gebirge. In einem von ihm gestifteten Gipfelbuch beschrieb Eisenlohr die Besteigung als „wohl die schwierigste, aber sicher auch eine der lohnendsten und genussreichsten“ Klettertouren in dieser Gebirgsgruppe. Zudem gilt er als der erste Reutlinger, der das Matterhorn bestiegen hat. In der 1980 erschienene Festschrift zum 75-jährigen Bestehen der Sektion wurde er als eines von drei Ehrenmitgliedern der Sektion genannt. Zur Würdigung seiner Rolle als aktiver Bergsteiger und Förderer wurde ihm in der Festschrift zum 100-jährigen Bestehen der Sektion im Jahr 2005 eine eigene Seite gewidmet.

## Ehrungen
- 1952: Großes Verdienstkreuz der Bundesrepublik Deutschland
- Ehrenmitgliedschaft der Sektion Reutlingen des Deutschen Alpenvereins (Jahr unbekannt)